# 6263 Druckmüller
6263 Druckmüller è un asteroide della fascia principale. Scoperto nel 1980, presenta un'orbita caratterizzata da un semiasse maggiore pari a 2,1875242 au e da un'eccentricità di 0,2383471, inclinata di 2,22544° rispetto all'eclittica.
L'asteroide è dedicato al matematico ceco Miloslav Druckmüller.